# Путумайо (річка)
Іса́ (порт. Rio Içá) або Путумайо (ісп. Río Putumayo від кеч. putu mayu) — річка в Колумбії, Еквадорі, Перу та Бразилії, ліва притока річки Амазонка. Довжина річки становить 1 580 км (за іншими даними 1 609 або 1 813 км). Площа басейну — 148 000 км².
Бере початок в південній частині Центральної Кордильєри Колумбійських Андів під назвою Путумайо. Протікає переважно по Амазонській низовині. Майже на всьому протязі слугує кордоном між Колумбією та Еквадором, а потім Колумбією та Перу. Нижня течія знаходиться в Бразилії, де річка носить назву Іса.
Паводки з квітня по липень. Середня витрата води у гирлі приблизно 8760  м³/с.
Судноплавна на 1 350 км від гирла до міста Пуерто-Асіс.